# Baseball Stars
Baseball Stars, i Japan känt som Baseball Star Mezase Sankan Ō (ベースボールスター めざせ三冠王 Bēsubōru Sutā Mezase Sankan Ō?, lit. "Baseball Stars Triple Crown"), är ett baseboll-spel utvecklat av SNK. Spelet var ursprungligen ett arkadspel, innan det 1989 släpptes till NES. Spelet blev en stor framgång i bland annat USA, Kanada och Puerto Rico. Snart skapades en hel franchise kring spelet, med fem uppföljare, och möjligheten att skapa egna spelare och lag har blivit standard i flera senare sportspel.

## Mottagande
IGN rankade spelet på 28:e plats over tidernas 100 bästa NES-spel. Baseball Stars hamnade också på tredje plats på Yahoo!'s lista over de fem bästa sportspelen av  den "gamla skolan". Spelet framröstades även till tidernas mest popular basebollspel vid en undersökning gjord av Nintendo Power. David Littman, producent som arbetade med EA:s NHL-serie, förklarar att GM-läget i dessa spel inspirerats av Baseball Stars.

### Fotnoter
1. ↑  ”Baseball Stars” (på engelska). NES DB. Arkiverad från originalet den 31 maj 2014. https://web.archive.org/web/20140531124240/http://www.nesdb.se/game_more.php?id=135&rid=1. Läst 29 maj 2014.
2. ↑  IGN Staff. ”Top 100 NES Games”. IGN. http://www.ign.com/top-100-nes-games/28.html. Läst 17 mars 2013.
3. ↑  Davis, Dylan (22 februari 2012). ”http://sports.yahoo.com/top/news?slug=ycn-10971386”. Yahoo!. Arkiverad från originalet den 31 maj 2014. https://web.archive.org/web/20140531110043/http://sports.yahoo.com/top/news?slug=ycn-10971386. Läst 30 maj 2014.
4. ↑  Good, Owen (30 maj 2014). ”Old-School NES Baseball Game Inspired EA Sports’ World-Class Hockey Title”. kotaku. Arkiverad från originalet den 27 oktober 2013. https://web.archive.org/web/20131027112235/http://www.kotaku.com.au/2011/09/old-school-nes-baseball-game-inspired-ea-sports-world-class-hockey-title/. Läst 17 mars 2013.
5. ↑  Wyshynski, Greg (30 maj 2014). ”How Japanese baseball video game inspired EA Sports’ NHL series”. Yahoo. Arkiverad från originalet den 31 maj 2014. https://web.archive.org/web/20140531144720/https://ca.sports.yahoo.com/nhl/blog/puck_daddy/post/how-japanese-baseball-video-game-inspired-ea-sports-nhl-series?urn=nhl,wp12584. Läst 17 mars 2013.